# Michail Iljitsch Koschkin

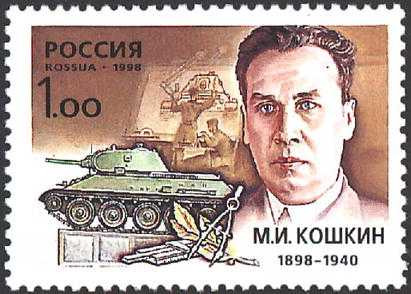
Koschkin auf einer Briefmarke

Michail Iljitsch Koschkin, russisch Михаил Ильич Кошкин (* 3. Dezember 1898 in Bryntschagi, Oblast Jaroslawl; † 26. September 1940 Ferienhaus Sanki, Charkower Oblast) war ein sowjetischer Ingenieur und Kopf des Entwicklerteams rund um den berühmten mittleren Panzer T-34. Der sowjetische T-34 war der meistproduzierte Panzer des Zweiten Weltkriegs.

## Leben
Koschkin studierte nach Welt- und Bürgerkrieg in Leningrad Maschinenbau und schloss sein Studium 1934 ab. Anschließend arbeitete er als Konstrukteur im Leningrader Kirowwerk an Panzerentwürfen, bevor er 1936 zur Lokomotivfabrik „Komintern“ nach Charkow versetzt wurde. Michail Koschkin starb 1940 an einer Lungenentzündung, die er sich während einer ausgiebigen Test- und Demonstrationsfahrt mit zwei T-34-Prototypen zuzog. Diese erstreckte sich über 2900 km und führte von Charkow nach Moskau zu einer militärischen Demonstration, dann nach Finnland, wo die Panzer für den Winterkrieg zu spät kamen, über Minsk und Kiew zurück nach Charkow.